# 航海家峰
79°23′S 85°48′W / 79.383°S 85.800°W
航海家峰（英語：Navigator Peak），是南極洲的山峰，位於埃爾斯沃思地，處於扎維斯峰以東7公里，屬於埃爾斯沃思山脈中赫里蒂奇嶺的一部分，海拔高度1,910米，由明尼蘇達大學探險隊命名，現時由南極條約體系管理。